# Vague déferlante

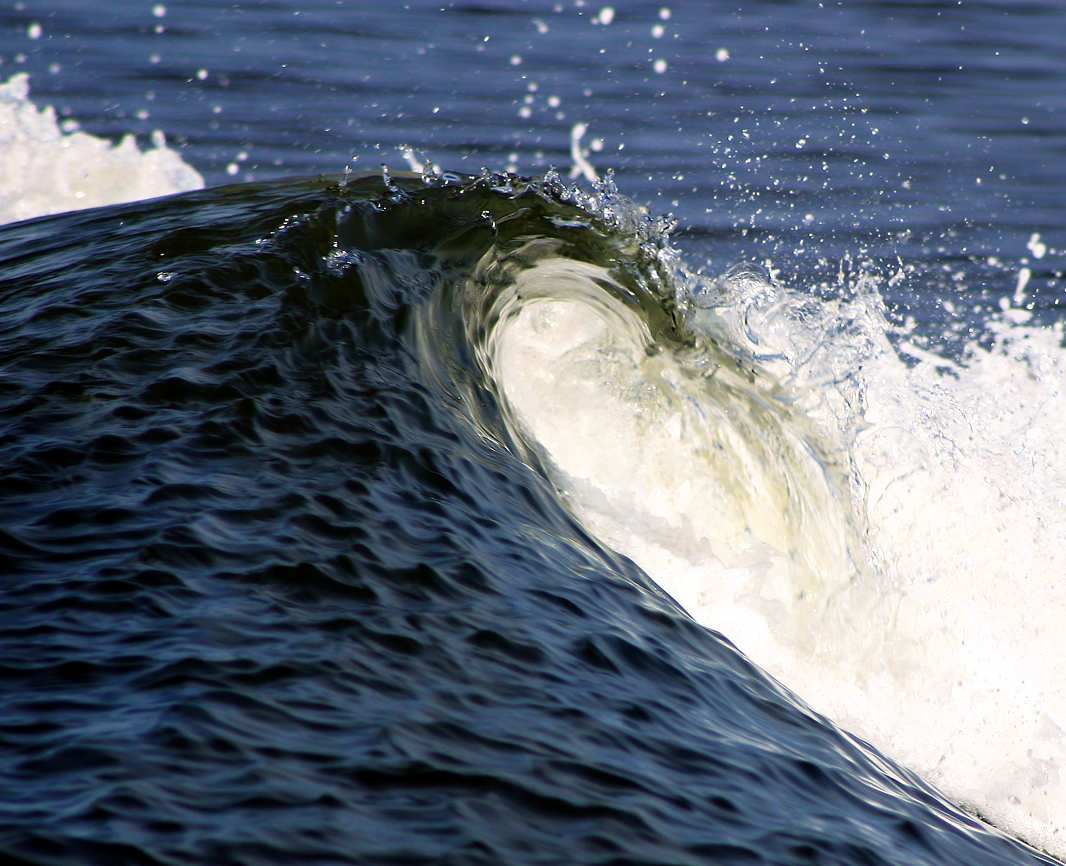
Vague de sillage d'un ferry en train de déferler. Le dépassement de la crête est clairement visible.

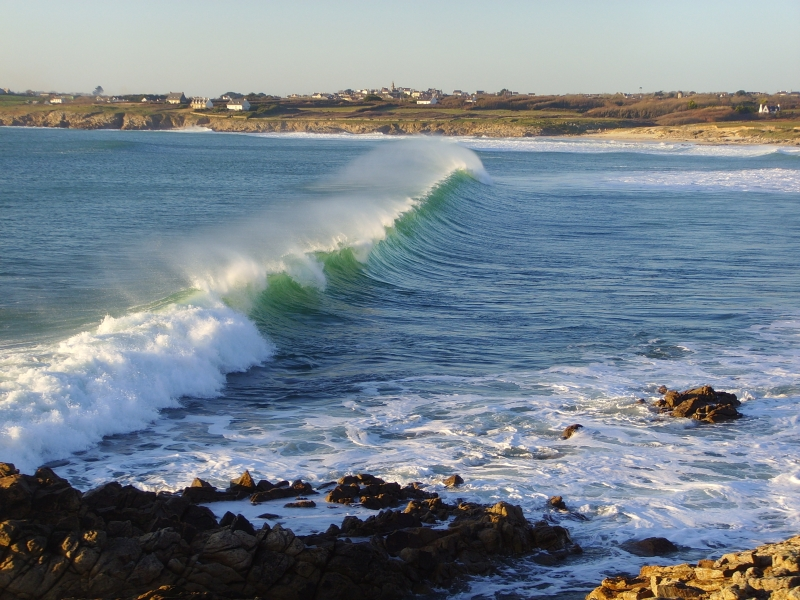
La remontée des fonds marins près du rivage provoque le déferlement de la houle.

Une vague est dite déferlante lorsque l'onde de force transportée par la houle dans la mer se transforme en un rouleau caractéristique et facilement identifiable à la surface de l'eau, généralement accompagné d'écume.

## Principes géophysiques
Les vagues peuvent déferler pour deux raisons 
1. par l'effet du vent, ce qui est généralement le cas lorsqu'il est supérieur à 6 sur l'échelle de Beaufort en pleine mer
2. par encontre de la masse d'eau en déplacement avec une remontée des fonds marins, comme c'est le cas sur la plupart des rivages.

La combinaison de ces deux facteurs augmente la puissance de la vague (en fonction de la hauteur de la houle), et peut être responsable d'une surcote.

## Cas extrêmes et risques
Les plus grandes et les plus dangereuses vagues déferlantes sont dénommées vagues scélérates.
Une vague déferlante est plus dangereuse qu'une simple houle pour une embarcation ; elle oblige les navigateurs à être particulièrement vigilants lorsque la tempête arrive, ou lorsque des hauts fonds sont signalés dans la zone de navigation. 
En effet, si une vague déferlante heurte un navire par le travers, celui-ci peut chavirer.

## Effets écologiques
Le déferlement a trois effets écologiquement importants :
- la production d'aérosols d'origine marine (embruns, qui peuvent être emportés par le vent ; des sels, des particules et des oligoéléments d'origine marine (iode par exemple), et certains polluants présents dans les eaux de surface peuvent ainsi être aéroportés vers les écosystèmes des milieux arrière-littoraux, voire beaucoup plus loin en cas de tempête ;
- la production de bruit sous-marin[1] qui peut perturber l'audition de nombreuses espèces de poissons et mammifères marins, bruit qui peut être mesuré par l'étude acoustique du bruit de mer[1]. Dans ce cas, on ne peut pas parler de pollution sonore car le phénomène est naturel ;
- l'intégration de quantités substantielles d'oxygène dans l'eau (et de polluants de l'air si l'air est pollué et surtout si les polluants sont solubles dans l'eau).